# Colobothea aleata
Colobothea aleata es una especie de escarabajo longicornio del género Colobothea,  subfamilia Lamiinae. Fue descrita científicamente por Bates en 1885.
Se distribuye por Colombia, Costa Rica, Honduras, México, Nicaragua, Panamá y Venezuela. Mide 9,5-16 milímetros de longitud. El período de vuelo ocurre en el mes de mayo.